# باسل عبدالنبی
باسل عبدالنبی (انگلیسی: Basil Abdul Nabi؛ زادهٔ ۱۲ اکتبر ۱۹۶۱) بازیکن فوتبال اهل کویت بود.
از باشگاه‌هایی که در آن بازی کرده‌است می‌توان به باشگاه فوتبال العین اشاره کرد.
وی همچنین در تیم ملی فوتبال کویت بازی کرده‌است.